# 天府事变
天府事变，是一支成立於2015年10月1日的中國大陸說唱團體。成員為王梓鑫、李毅杰、罗锦辉、谭钧文。該說唱團體的創作歌曲以愛國內容為主。

## 背景
天府事变的四名成員均來自於四川，出生於1993-1994年，多數來自於軍人家庭。早在天府事變成立之前，王梓鑫和罗锦辉就已組建音樂組合“Freon”。後隨著李毅杰和谭钧文的加入，組合更名為“天府事變”。天府意指成都，事变是指團隊想改變外界對說唱圈的刻板印象。組合成立後，王梓鑫擔任队长，负责作曲、编曲，李毅杰负责填词。

## 音乐
2016年3月，天府事變發表單曲《红色力量》（Force of red），借周子瑜事件批評韓國娛樂公司JYP、民主進步黨以及蔡英文，甚至該歌曲中還出現髒話和粗口。
5月，天府事变发布了一首反“萨德”（《No Thaad》）的歌曲，該組合在歌曲中表达对“萨德”反导弹系统的强烈抗议。
6月28日，他们与共青团青微工作室联合推出英文歌曲《听好了，这才是中国！》 ("This is China") ，歌曲提及环境污染、贪污腐败、食品和疫苗安全问题，但意在說明中国是人口众多的发展中国家，因而難以管理，並藉機批評外國媒體對華的不實報道。該歌曲受到共青團和《新聞聯播》的大力推薦，並獲得2017第六届中国嘻哈最具国际影响歌曲奖。2016年第三次二十国集团财长和央行行长会议在成都舉辦時，該組合又創作歌曲《来成都，看成都》。8月初，天府事變被聘为共青团中央“青年之声”特邀音乐组合後，又在歌曲《警惕颜色革命》中批評美国利用民主旗幟操控世界。
天府事變其他作品還包括《太阳最红，毛主席最亲》说唱版、谴责洪素珠事件的《洪素珠》以及另一首與他人合作的讚揚毛澤東和中國人民志願軍的歌曲《你在我心里面》。2019年發表反對香港反修例運動的单曲《香港之秋》。2021年8月，天府事变发表单曲《说唱：打开德堡的大门》引发热议。